# Gyilkos-tó
A Gyilkos-tó (románul: Lacul Roșu, régi magyar nevén: Veres-tó) egy természetes torlasztó a Hagymás-hegységben, a Keleti-Kárpátokban, Hargita megye északkeleti részén. 1837-ben keletkezett egy közeli hegyről lecsúszó törmelék következtében. A tó visszahúzódóban van, a visszamaradó kisebb tavak elláposodnak. A Gyilkos-tó fölé emelkedik északon a Kis-Cohárd (1344 m) sziklája. A környék és a Gyilkostó üdülőtelep közigazgatásilag Gyergyószentmiklóshoz tartozik.

## Leírása

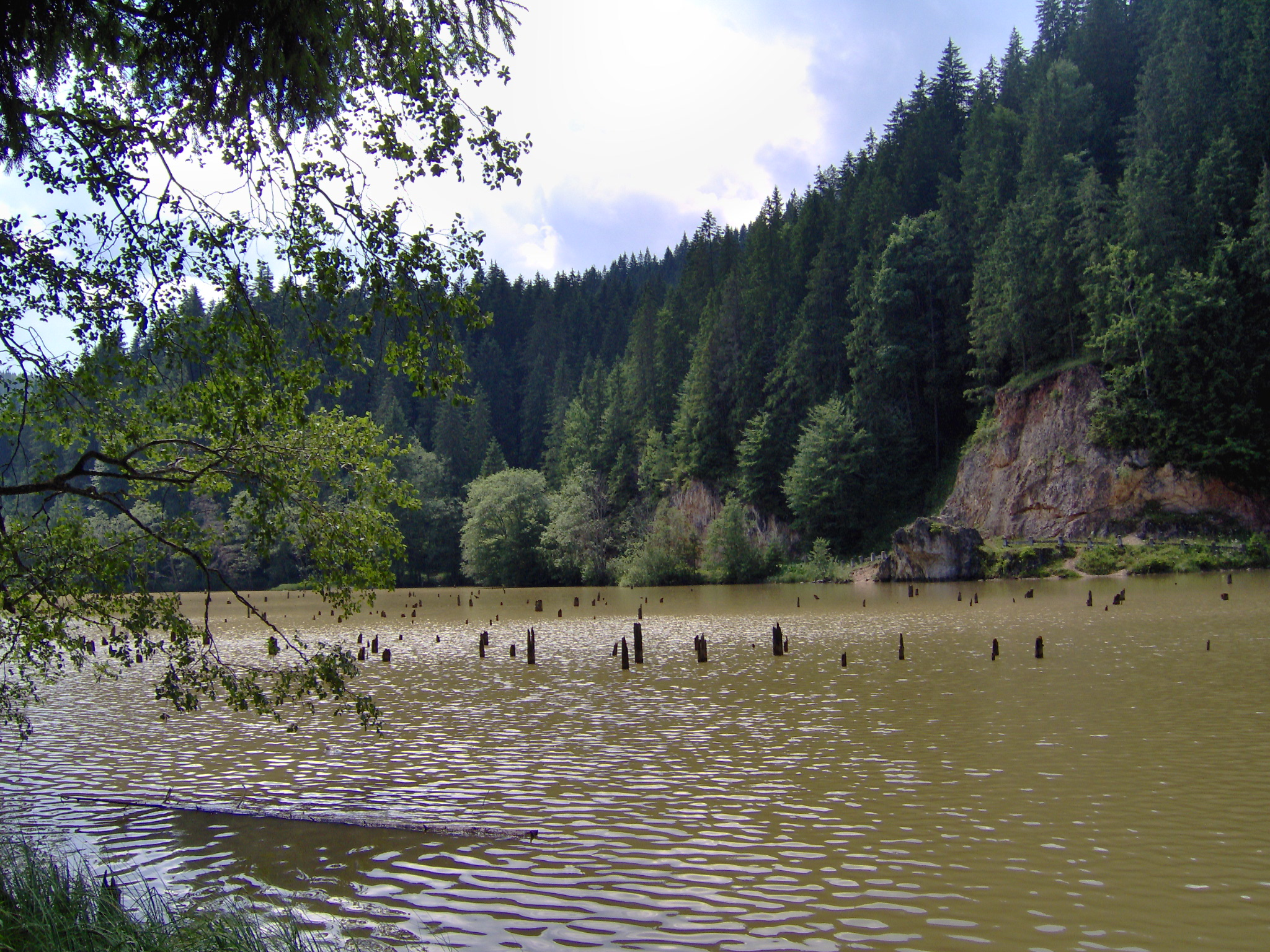
A tó vízéből fenyőcsonkok állnak ki, az egykori fenyőerdő maradványai

1837 nyarán a keletre fekvő Gyilkos-kő (1378 m) oldalán felhalmozódott agyagos lejtőtörmelék a nagy esőzések hatására lezúdult a völgybe, nekicsúszott a Cohárd délkeleti lábának és elzárta a következő patakok folyását: Cohárd-patak, Likas-patak, Vereskő-patak, Lóhavas-patak, Juh-patak. Vannak, akik a tó keletkezését az 1838. január 11-i földrengéssel hozzák kapcsolatba.
A tavat először 1859-ben mérte fel Herbich Ferenc, számításai szerint területe 56 katasztrális hold (32 hektár=320 000 m²). Az 1955-ös mérések szerint kerülete 3090 m, felülete 126 340 m², víztömege 680 000 m³, legnagyobb mélysége 10,5 m, a tóba ömlő patakok vízhozama 1–1,5 m³/perc, a felszín tengerszint feletti magassága 983 méter. Az 1986-os mérések szerint kerülete már csak 2800 m, felülete 114 676 m², víztömege 587 500 m³, legnagyobb mélysége 9,7 m.
1968-as adatok szerint évente 4,88 cm hordalékkal töltődik fel, emberi beavatkozás nélkül 2080-ra a Gyilkos-tó teljesen eltűnik. A közelben két mesterséges tónál hordalékfogó gáttal próbálják megakadályozni a feltöltődést. Az egyik tó a Vereskő-patak völgyében található, a másik a Juh-patak torkolatának közelében.[forrás?]

## Legendája

A Gyilkos-tó 3D-s modellje

A Gyilkos-tó mondája, ahogyan a gyergyószárhegyi Máthé Róza mesélte:
„Valamikor élt itt egy csodálatosan szép lány, Fazekas Eszter. Haja fekete volt, szeme szürkészöld, mint a Szármány oldalán nőtt ezüstfenyő. Alakja, mint a szélben hajladozó büszke jegenye. Eszter egyszer elment a gyergyószentmiklósi vásárba. Ott találkozott egy olyan daliás legénnyel, aki két karjának szorításával kipréselte a medvéből a szuszt, aki a legszívhezszólóbban furulyázott az egész környéken, aki házat is tudott ezermesterkedni, meg szekeret faragni. Ahogy szemük összevillant – és mert a szerelem hirtelen jön és szíven üt, mint a villám – nyomban meg is szerették egymást. A fiú égszínkék selyemkendőt vásárolt Eszternek a tükrös mézes kalács mellé, és megkérte, hogy legyen a mátkája. Esküvőre azonban nem kerülhetett sor, mert a legényt elvitték katonának. A lány csak várta, várta. Esténként agyagkorsójával kiment a csobogóhoz, és ott sóvárgott hosszú félórákon át a szerelmese után. Még a hegyeknek is meglágyult a szíve a lány sóhajtozásaitól, fájdalmas szép énekétől. 
Történt azonban, hogy egyik vasárnap délután meglátta Esztert arra jártában egy zsiványvezér. Azon nyomban nyergébe emelte, és vágtatott vele, mint szélvész a Kis Cohárdhoz, az ezerarcú sziklák közé, ahol tanyája volt. Aranyát, ezüstjét ígérte a lánynak, gyémántos palotát akart építeni neki, csakhogy megszeresse. 
De Eszternek nem kellett sem a kincs, sem a gyémántos palota, csak a régi mátkája. Azt várta vissza, amikor felkelt a nap, akkor is, amikor behunyta szemét a világ. Feldühödött a zsivány, és erőnek erejével akarta kényszeríteni Esztert, hogy legyen a felesége. Eszter a hegyekhez kiáltott segítségért. Sikolyát megértették a sziklák, és hatalmas záporral, mennydörgéssel válaszoltak, majd megindultak lefelé a völgybe, iszonyatos földindulással, maguk alá temettek mindent – a lányt is, a zsiványt is. 
Így keletkezett a Gyilkos-tó, amely – ha napsütésben belenézel – szürkészöld, mint Eszter szeme.”